# Luciobarbus esocinus
Espèce
Synonymes
- Barbus esocinus Heckel, 1843[2]

Statut de conservation UICN

 VU A2de : Vulnérable
 A2de 
Luciobarbus esocinus est une espèce de poisson de la famille Cyprinidae et du genre Luciobarbus. Ce poisson originaire du marais salé alluvial du Tigre et de l'Euphrate mesure jusqu'à 2,3 m.